# Bötzingen
Bötzingen là một xã ở huyện Breisgau-Hochschwarzwald, bang Baden-Württemberg, thuộc nước Đức. Đô thị Bötzingen có diện tích 12,99 km². Đô thị Bötzingen có dân số thời điểm 31 tháng 12 năm 2020 là 5386 người.